# Lecture Notes in Economics and Mathematical Systems
Die Lecture Notes in Economics and Mathematical Systems sind eine wissenschaftliche Schriftenreihe mit Forschungsergebnissen aus den Gebieten der mathematischen Wirtschaftstheorie, der ökonomischen Theorie, der Ökonometrie und des Operations Research.

## Geschichte
Die Reihe wurde 1967 von Martin J. Beckmann und Hans P. Künzi gegründet und viele Jahre herausgegeben. Sie erschien zunächst unter dem Namen Lecture Notes in Operations Research and Mathematical Economics und wurde 1969 in Lecture Notes in Operations Research and Mathematical Systems: Economics, Computer Science, Information and Control umbenannt. Im Jahr 1971 erfolgte eine weitere Umbenennung in Lecture Notes in Economics and Mathematical Systems. Neuauflagen älterer Nummern der Reihe erschienen unter der jeweils aktuellen Reihenbezeichnung.
Die Herausgeber im Jahr 2023 waren Günter Fandel und Walter Trockel.